# Muzeum Nikoli Tesli
Muzeum Nikoli Tesli (serb. Музеј Николе Тесле, Muzej Nikole Tesle) – muzeum w centrum Belgradu, poświęcone wybitnemu uczonemu i wynalazcy Nikoli Tesli, autorowi ponad 300 patentów w 26 krajach. W muzeum przechowywana jest urna z jego prochami. Zbiory muzeum obejmują około 160 tysięcy oryginalnych dokumentów, ponad 2 tysiące książek i czasopism, około 1 200 historycznych eksponatów oraz ponad 1 500 zdjęć i fotokopii oryginalnych planów i rysunków konstruktorskich wynalazków Tesli. W roku 2003 dokumenty z archiwum Tesli wpisane zostały na listę światowego dziedzictwa UNESCO w ramach projektu Pamięć Świata.

## Historia

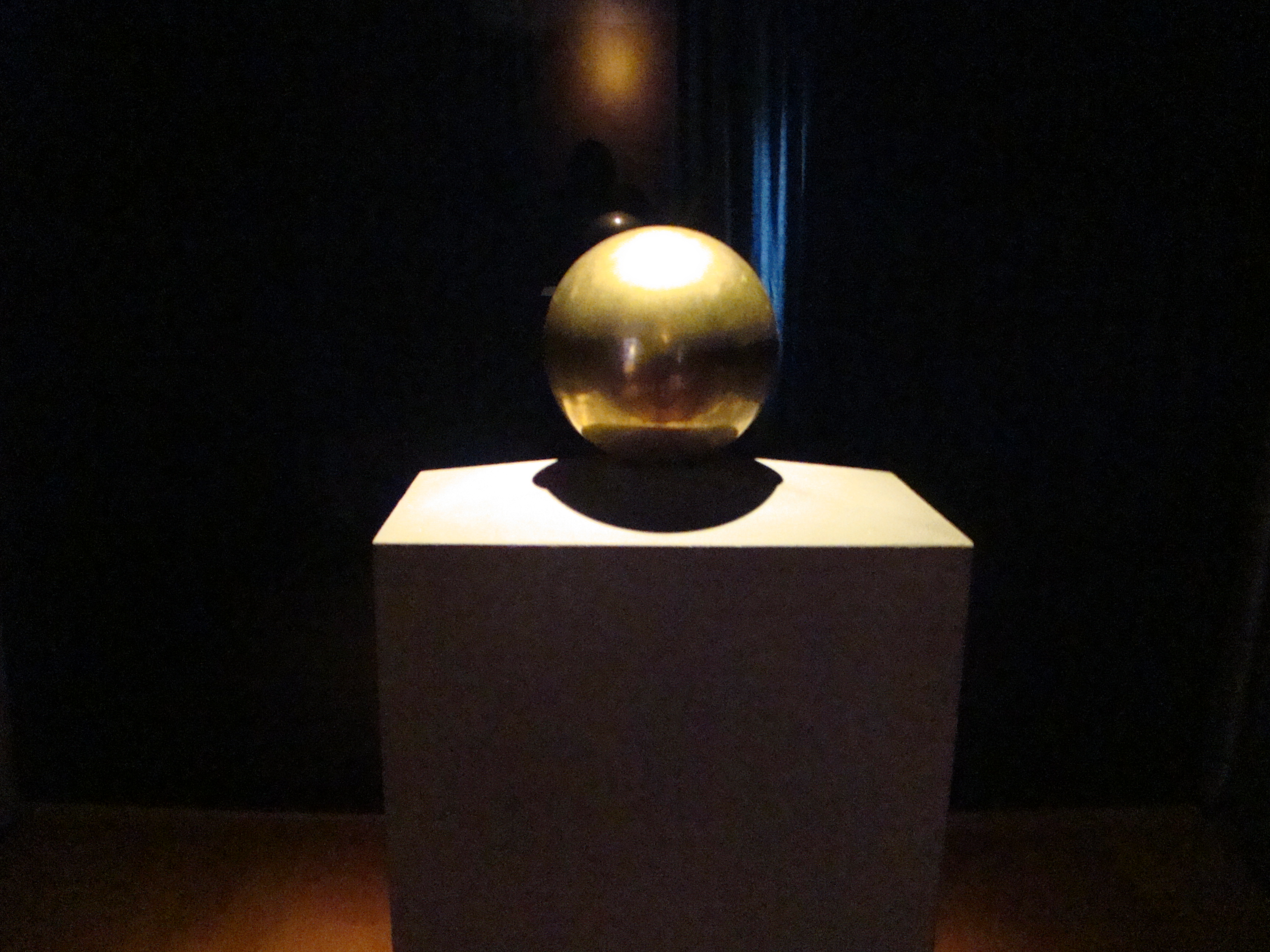
Urna z prochami N. Tesli w muzeum

Utworzenie Muzeum Nikoli Tesli (a w zasadzie muzeum jego wynalazków) w Belgradzie było wolą samego Tesli. Dzięki staraniom siostrzeńca Tesli Savy Kosanovica, dziesięć lat po śmierci Tesli wszystkie pozostałe po nim projekty, osobiste przedmioty oraz całe wyposażenie laboratorium przekazane zostały narodowi serbskiemu. Przyczyniło się to do pomysłu uczynienia ponadnarodowego jugosłowiańskiego muzeum wynalazcy. Muzeum powstało formalnie 5 grudnia 1952, a pięć lat później sprowadzono do Belgradu urnę z prochami Tesli, która spoczęła w jego muzeum.
Współcześnie muzeum Nikoli Tesli jest unikatową instytucją nauki i kultury, dbającą o utrzymanie pamięci o wybitnym twórcy i naukowcu oraz o wpływie jego wynalazków na rozwój światowej nauki i techniki.

## Zbiory
Muzeum Nikoli Tesli w Belgradzie obejmujące prawie 170 tysięcy eksponatów. Pośród nich znajduje się:
- ponad 160 000 dokumentów,
- ponad 2000 książek i czasopism,
- ponad 1200 eksponatów i demonstratorów technicznych,
- ponad 1500 fotografii i fotokopii obiektów technicznych i sprzętu,
- ponad 1000 planów i rysunków.

W muzeum udostępniono dla zwiedzających ekspozycję zlokalizowaną na parterze budynku i podzieloną na siedem sal, które zatytułowano:
- Nikola Tesla – człowiek i wynalazca – ekspozycja obejmuje zdjęcia i dokumenty z początkowego okresu aktywności Tesli od studiów w Grazu, do wyjazdu do USA w 1884,
- Rzeczy osobiste i korespondencja – zbiór rzeczy osobistych Tesli oraz wybrane zdjęcia i dokumenty związane z korespondencją Tesli do jego przyjaciół, pisarzy i artystów,
- Urna z prochami Tesli – prochy Tesli złożone są w złoconej sferycznej urnie umieszczonej na marmurowym postumencie,
- Opowieści o elektryczności – historyczny przegląd rozwoju myśli twórczej Tesli w dziedzinie elektryczności oraz mechaniki wraz z przykładami wynalazków i patentów,
- Systemy wielofazowe i ich aplikacje – modele wynalazków tesli dotyczące urządzeń wielofazowych prądu przemiennego, w tym wirująca płyta miedziana (eksperyment Baileya oraz Arago), model silnika dwufazowego, silnik z wirnikiem w kształcie jajka i inne,
- Cewka (lub transformator) Tesli – jeden z najznamienitszych wynalazków Tesli związany z generowaniem wysokich napięć i wielkich pól elektrycznych w oscylatorze wysokoczęstotliwościowym,
- Zdalne sterowanie i nagrody – modele wynalazków Tesli dotyczące techniki zdalnego (radiowego) sterowania i transmisji informacji; w sali zgromadzono również liczne nagrody i dyplomy przyznane Tesli.

Ekspozycja prezentowana w muzeum ma charakter interaktywny. Większość eksponatów i modeli jest sprawna technicznie, dzięki czemu możliwe jest obserwowanie zasady działania oraz właściwości i zastosowań wielu wynalazków Tesli.